# Costa Azul (Brasilien)

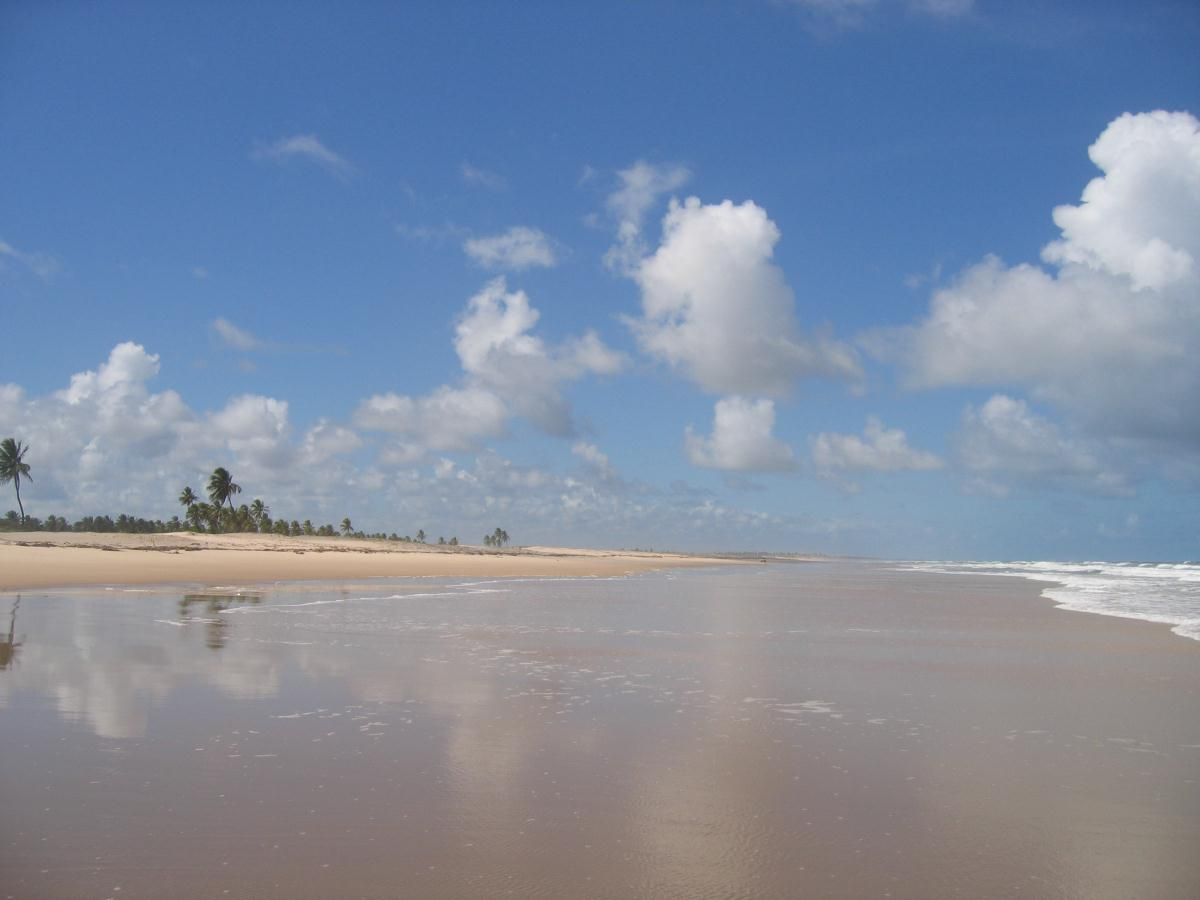
Den endlosen Strand entlang der Kokospalmen sind es 30 km bis Mangue Seco von Costa Azul

Koordinaten: 11° 40′ S, 37° 29′ W
Costa Azul ist ein Fischerort 10 km entfernt von der Linha Verde in der Nähe der Landesgrenze des Bundesstaates Bahia zum Bundesstaat Sergipe in Brasilien. Der Ort liegt ca. 30 km südlich von Mangue Seco und ist ca. 210 km von Salvador da Bahia entfernt. In der Nähe des Ortes gibt es ausgedehnte Züchtungen von Süßwasserkrabben sowie die überall vorhandenen Kokospalmenplantagen. Es gibt eine kleine touristische Infrastruktur mit Bars und Strandrestaurants. Die Attraktion des Ortes ist der sehr lange und breite Sandstrand.